# Rhopalia annulata
Rhopalia annulata är en tvåvingeart som beskrevs av Sack 1934. Rhopalia annulata ingår i släktet Rhopalia och familjen Mydidae.
Artens utbredningsområde är Syrien. Inga underarter finns listade i Catalogue of Life.